# بی‌ان‌اس بنگباندو
بی‌ان‌اس بنگباندو (به انگلیسی: BNS Bangabandhu) یک کشتی است که طول آن 103.7m می‌باشد. این کشتی در سال ۲۰۰۰ ساخته شد.